# Piazza Cavour (Torino)
Piazza Cavour, o Giardino Cavour, è una piazzetta-giardino ubicata nella parte meridionale del centro storico di Torino, a poca distanza da Piazzale Valdo Fusi, Piazza Carlo Emanuele II, la chiesa di San Massimo e quella di Santa Pelagia, delimitata tra via Cavour, via Dei Mille, via F.lli Calandra e via Giolitti. All'angolo con quest'ultima, è altresì presente la barocca Chiesa di San Michele Arcangelo.

## Storia
Quest'area fu ricavata dopo il periodo di occupazione francese di Torino all'inizio del XIX secolo, che fece abbattere la terza cinta militare meridionale della città, il Baluardo di Mezzogiorno, ovvero dove ora sorge via Andrea Doria. Dal 1822 infatti, da questa zona partirà l'espansione urbanistica di Torino verso sud in quello che verrà chiamato il "Borgo Nuovo".

Nel 1835-1836, l'ingegner Giovanni Barone fece spianare e rimodellare l'intera area, insieme all'attuale e adiacente Giardino Balbo, e alla Piazzetta Maria Teresa, poco distante. Rilievi e avvallamenti lasciati dalle mura abbattute in età napoleonica, sono ancor oggi visibili dalla parziale irregolarità della piazza e dalla presenza di collinette. L'attuale Piazza Cavour, insieme al Giardino Balbo, furono adibite a zona verde col nome di "Giardino dei Ripari". Nel 1845 furono aggiunti gli alberi e creata una elegante rotonda-caffè al suo centro, progettata da Barnaba Panizza.
Alla morte di Camillo Benso di Cavour (1861) poi, l'area verde venne a lui intitolata, in quanto naturale prosecuzione dell'omonima via. Tuttavia, nel giro di pochi anni i giardini entrarono in degrado, e la rotonda-caffè di Panizza fu abbattuta. L'intera piazza fu totalmente ristrutturata nell'attuale aspetto nel 1872, su progetto dell'architetto Ernesto Balbo Bertone di Sambuy e del giardiniere Marcellino Roda.

## Monumenti
All'interno dei giardini si possono trovare:
- statua bronzea dedicata al politico e diplomatico risorgimentale Carlo Felice Nicolis, conte di Robilant, opera Giacomo Ginotti del 1896 e inaugurata nel 1900
- sulla collinetta fu posizionato nel 1956 un piccolo busto dedicato al Mahatma Gandhi
- sul lato di via San Massimo un'opera contemporanea che ricorda il poeta piemontese Pinin Pacot
- il maestoso albero di platano di 35 metri di altezza sul versante settentrionale ha 150 anni di età

Sulla piazza inoltre, si affacciano alcuni edifici storici: particolarmente evocativa è la piccola chiesa di San Michele Arcangelo, eretta tra il 1784 e il 1788 su progetto di Pietro Bonvicini, annessa al severo edificio che fu dei padri trinitari scalzi; nel 1801, per volere di Napoleone, venne qui collocata la sede ufficiale dell'Opera delle Partorienti, la pia organizzazione per l'infanzia abbandonata, già esistente dal 1750 grazie a Carlo Emanuele III di Savoia.
In prospettiva centrale di affaccio sulla piazza, si può ammirare Palazzo Rey, che occupa l'intero isolato compreso tra via Calandra, via Cavour, via Maria Teresa e via Rolando. Progettato nel 1838 dall'architetto Giuseppe Formento e decorato dallo scultore Bogliani, rappresenta un unicum nel suo genere. Qui si spense nel 1935 il famoso poeta e alpinista Guido Rey. 
Da citare anche il portone della galleria privata Zabert del 1890, al civico 10, all'angolo con via Giolitti.

## Giardino Balbo

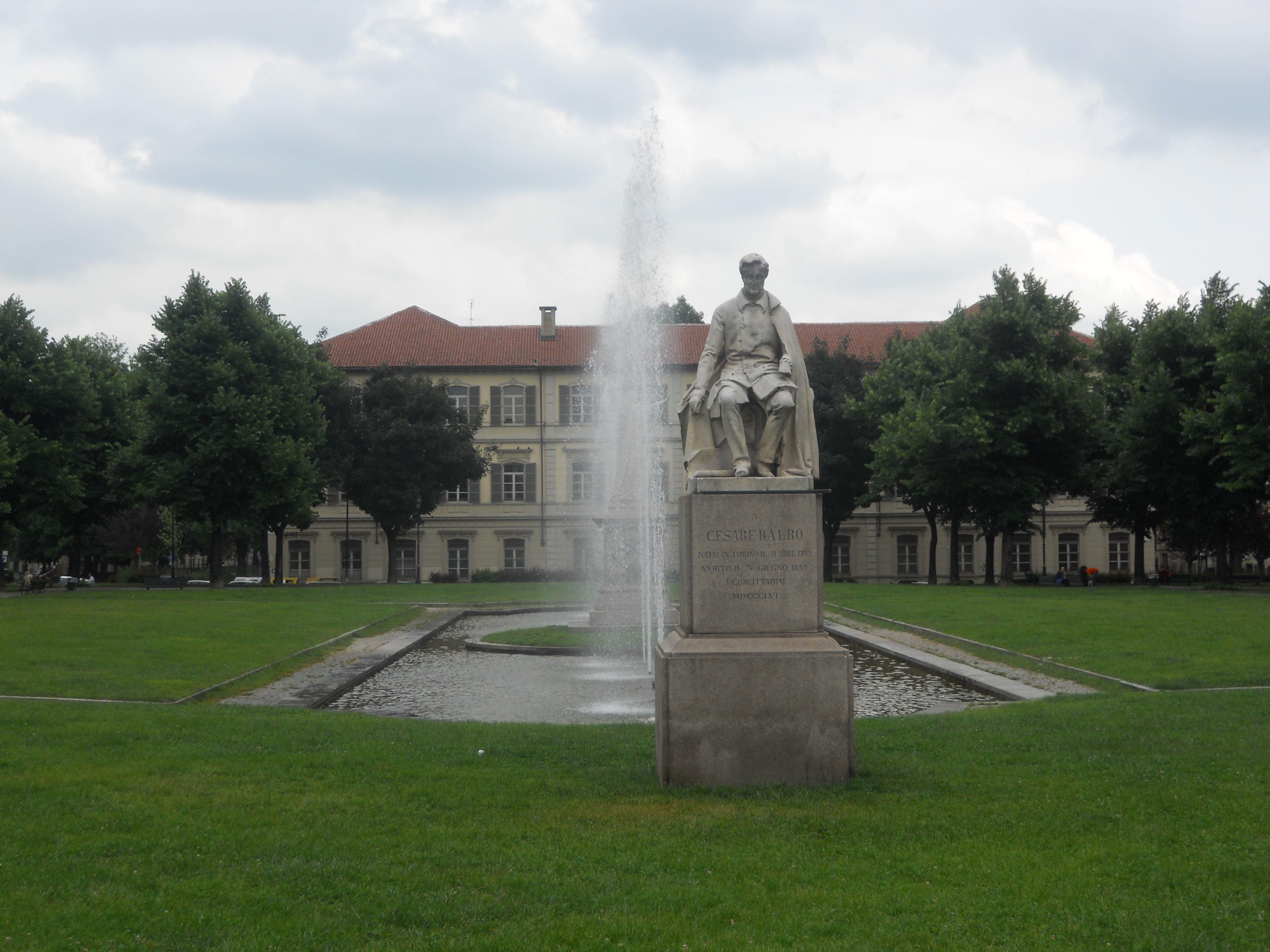
Monumento a Cesare Balbo

Poco distante dalla Piazza-Giardino Cavour (e spesso confusa con essa), in direzione di Piazza Valdo Fusi, è presente anche la piazzetta-giardino (o giardini)-Aiuola Balbo, area delimitata da via Cavour, via San Massimo, via dei Mille e via Accademia Albertina.

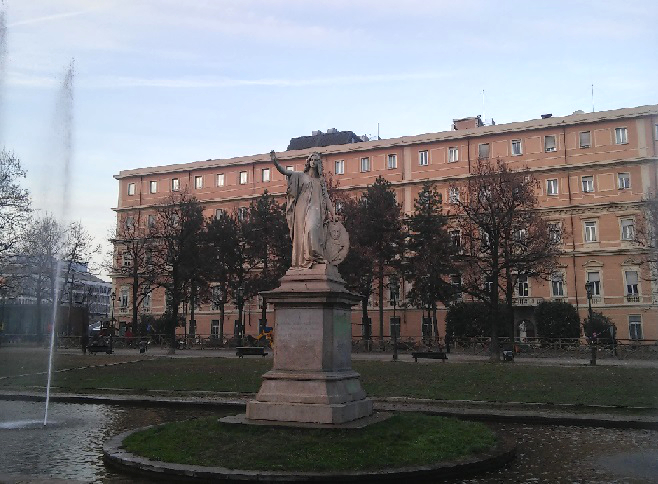
Monumento all'Italia Incoronata e Daniele Manin

Anch'essa ricavata dal rimodellamento urbano lasciato dopo l'abbattimento delle mura di inizio Ottocento, il progetto dell'attuale giardino fu di Edoardo Pecco (1874), quindi arricchito da statue di personaggi illustri. Innanzitutto del politico e scrittore Cesare Balbo (opera di Vincenzo Vela), seduto sul lato di via Accademia Albertina e che dà il nome ai giardini stessi, quindi la grande statua al centro dedicata al veneziano Daniele Manin (sempre scultura di Vela del 1861, raffigurante l'Italia incoronata e circondata da fontane verticali), patriota risorgimentale che si distinse per l'indipendenza di Venezia dagli austriaci nel 1848. Ai lati tre busti ricordano altrettanti personaggi illustri: il patriota Gustavo Modena (opera di Leonardo Bistolfi, autore anche della statua al generale Eusebio Bava), il rivoluzionario magiaro Lajos Kossuth (di Jòzef Damkò) e il diplomatico Salvatore Pes di Villamarina (bronzo di Odoardo Tabacchi).

I palazzi circostanti sono invece:
- a nord, la palazzina del comprensorio sanitario Città della Salute - "Ospedale San Giovanni Antica Sede" (S.G.A.S. o "San Giovanni Vecchio") -
- su via Accademia Albertina, la palazzina dello storico "Collegio San Giuseppe" (C.S.G.), comprensorio scolastico provvisto anche di un campo sportivo rialzato
- su lato di via San Massimo, ovvero a ridosso di Piazza Cavour, la palazzina storica della struttura scolastica eretta nel 1875 e dedicata al linguista e patriota Niccolò Tommaseo, rappresentato nel mezzobusto sopra la porta
- sul lato sud si accede alla parte retrostante della chiesa di San Massimo

## Piazzetta Maria Teresa
Come detto, anche la poco distante piazzetta Maria Teresa (verso via della Rocca), dedicata a Maria Teresa d'Asburgo-Lorena, moglie di Carlo Alberto di Savoia, fu ricavata sui resti della precedente cinta muraria nel 1835, come naturale prolungamento del precedente "Giardino dei Ripari". Periferico all'area verde centrale, rimane il monumento dedicato al generale risorgimentale napoletano Guglielmo Pepe, eseguita da Stefano Butti nel 1837.